# Hardthausen am Kocher
Hardthausen am Kocher település Németországban, azon belül Baden-Württembergben. Lakosainak száma 4561 fő (2023. december 31.).

## Népesség
A település népessége az elmúlt években az alábbi módon változott:
| Lakosok száma | 2649 | 2837 | 2834 | 2665 | 2885 | 3454 | 3826 | 4103 | 3917 | 4561 |
|               | 1961 | 1968 | 1974 | 1981 | 1987 | 1994 | 2000 | 2007 | 2013 | 2023 |